# Basista
Basista é um município de  quarta classe de renda municipal (d) na província Pangasinan, nas Filipinas. De acordo com o censo de 1 de maio  de  2020 possui uma população de 37 679 pessoas e 8 824 domicílios.